# Kendži Higuči
Kendži Higuči (樋口 健二, Higuchi Kenji, * 10. března, 1937) byl profesorem fotografie na několika institucích v Tokiu a instruktorem na Nippon Photography Institute (日本写真芸術専門学校, Nihon Šašin Geidžucu Senmon Gakkó).

## Životopis
Je nejstarším synem farmáře a ve věku 24 let fotografoval poté, co viděl slavné válečné fotografie Roberta Capy. Publikoval některé z prvních snímků jaderných pracovníků, kteří tvrdě pracovali uvnitř reaktoru v roce 1977. Higučiho fotografie zachycují hlavně lidi a situace spojené s jadernými problémy a získal Cenu Nuclear-Free Future Award.
Higuči zdokumentoval boje obětí radiace a za více než půl století napsal 19 knih, včetně The Truth About Nuclear Plants a Erased Victims . Od jaderných havárií ve Fukušimě I 2011 jeho práce získala větší pozornost. 